# Рим в 11 часов
«Рим в 11 часов» (итал. Roma ore 11) — фильм-драма 1952 г. режиссера Джузеппе Де Сантиса. Снят по сценарию Джузеппе де Сантиса, Чезаре Дзаваттини, Басилио Франкина, Родольфо Сонего и Джанни Пуччини.
Премьера фильма в итальянских кинотеатрах 28 февраля 1952 года, показ в Риме 1 марта 1952 года. Фильм является одним из самых значимых произведений неореализма и основан на реальном инциденте, который произошел в Риме в 1951 году. В фильме приняли участие три девушки, участвовавшие в трагедии. В том же году режиссер Августо Генина снял фильм под названием «Tre storie proibite», основанный на тех же событиях.

## Сюжет
После объявления в газете о приёме на работу машинистки, двести девушек отправились на собеседование по адресу Виа Савойя, чтобы получить типографскую работу в офисе бухгалтера. В Италии в то время высокий уровень безработицы, но в ещё более удручающей ситуации, связанной с поиском работы, находятся женщины. Самые разные молодые девушки приходят на собеседование: обедневшие дворянки, проститутки, пытающиеся изменить свою жизнь, женщины с безработными мужьями, дочери богатых людей, чьей пенсии недостаточно, чтобы выжить.
Стоящие в очереди на ступенях лестницы небольшого дома, они обмениваются впечатлениями и разговаривают о своей жизни в нищете, думая о том как помогла бы им эта работа. Яростная ссора за место в очереди заставляет девушек толкаться и сильно наваливаться на перила, их желание пройти вперёд превращает ожидание в трагедию: лестница в итоге обваливается, разрушая ступени одну за другой. Женщины падают, некоторые из которых серьёзно ранены, в то время как одна из них, Анна Мария Баральди, умирает в результате полученных травм.
По приезде в больницу их ждёт горькое разочарование — чтобы лечиться, надо ежедневно платить 2300 лир. Многие из них вынуждены ехать домой, поскольку таких денег у них нет.

## В ролях
- Лючия Бозе — Симона
- Карла дель Поджо — Лучана Рендзони
- Мария Грация Франча — Корнелия Рива
- Леа Падовани — Катерина
- Делия Скала — Анджелина
- Элена Варци — Адриана
- Раф Валлоне — Карло
- Массимо Джиротти — Нандо
- Паоло Стоппа — отец Клары
- Армандо Франчоли — Ромолетто
- Паола Борбони — Матильда
- Ирен Гальтер — Клара
- Эва Ваничек — Джанна
- Чекко Дуранте — отец Адрианы
- Альберто Фарнезе — Августо

## Награды
- 1952 — Фильм победил в «Italian National Syndicate of Film Journalists».[1]